# یوم‌الدین
یوم‌الدین یک فیلم کمدی مصری به کارگردانی ابوبکر شوقی محصول ۲۰۱۸ است. این فیلم برای رقابت در کسب نخل طلا هفتاد و یکمین جشنواره فیلم کن انتخاب شد.